# Stanislav Neumann (básník)
Stanislav Neumann (17. října 1927 Praha – 18. září 1970 Praha) byl český básník, syn herce Stanislava Neumanna, vnuk S. K. Neumanna. Jeho synem je francouzský režisér Stan Neumann.

## Život
Studoval na gymnáziu v Praze, roku 1945 byl zatčen a uvězněn, proto maturoval až o rok později, po maturitě odjel do Paříže, kde začal studovat na Sorbonně. Roku 1947 ho KSČ vyzvala k návratu a on pak rok pracoval v Ústředním výboru Svazu české mládeže.
V roce 1949 se stal šéfredaktorem Státního nakladatelství dětské knihy, kde působil až do roku 1951. Poté se stal redaktorem časopisu Československý voják, kde pracoval do roku 1955, kdy začal působit ve Svazu československé mládeže. Roku 1958 byl jmenován vedoucím redaktorem časopisu Práce mladých.
Roku 1963 byl jmenován druhým tajemníkem velvyslanectví ve Varšavě, kterým zůstal až do svého povýšení (1967), kdy se stal prvním tajemníkem. Roku 1969 se musel vrátit do Prahy, kde po krátké léčbě na psychiatrii spáchal sebevraždu.
Zanechal list na rozloučenou, kde uvedl, že nemohl žít beze strany, ani se stranou, která vládne totalitními metodami, zakazuje mladým lidem studovat a vylučuje ze svých řad poctivé komunisty. Vyčítal si, že nezemřel již na jaře roku 1945 se svými druhy z odbojové skupiny Předvoj (byl s nimi vězněn v Terezíně). Citace z Neumannova posledního dopisu nejsou doslovné, jde o ústně sdělené svědectví autorových přátel.
Na onom místě, kde mi srdce bije,
v kabátě v kapse nosím knížku rudou.
Síla mé strany v jejích stránkách žije.
A když mi vypráví o létech, která budou,
pálí. A žene vpřed. Až myslíš: požár v ní je.
St. Neumann, Červená knížka, úryvek z básně

## Dílo
Jeho básně lze označit za servilnější vůči komunistickému režimu, než bylo běžné u jiných autorů.[zdroj⁠?!] Pozdější reportáže jsou sice oslavou socialismu, ale už nejsou psány v tak optimistickém duchu.[zdroj?] Mimo vlastní tvorbu též překládal z ruštiny a polštiny.

### Básnické sbírky
- Sto deset procent štěstí, 1947
- Písně o Stalinu, 1949
- Píseň o lásce a nenávisti, 1952

### Reportáže
- Festivalová setkání, 1959
- Neexotická Kuba, 1961